# يورقول (سقز)
قرية يورقول (بالكردية: یۆرقوڵ) هي إحدى القرى التابعة لـكولتبه في ريف قسم زيويه من مقاطعة سقز، في محافظة كردستان الإيرانية.

## السكان
حسب إحصاءات سنة 2006، بلغ إجمالي السكان في يورقول 368 نسمة وعدد المساكن 87 مسكن. لغة سكان يورقول هي اللغة الكردية و هم من أهل السنة والجماعة والمذهب الشافعي.